# Araneus comptus
Araneus comptus är en spindelart som beskrevs av William Joseph Rainbow 1916. Araneus comptus ingår i släktet Araneus och familjen hjulspindlar.
Artens utbredningsområde är Queensland. Utöver nominatformen finns också underarten A. c. fuscocapitatus.